# Naturtheater Friedrichshagen

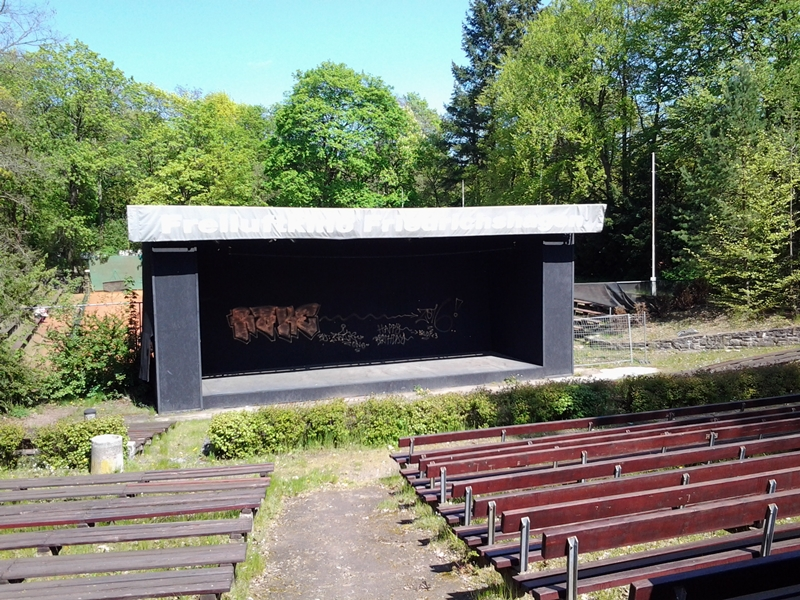
Freiluftkino Friedrichshagen

Das Freiluftkino Friedrichshagen (ehem. Naturtheater Friedrichshagen) ist eine Freilichtbühne in der Straße Hinter dem Kurpark 13 in Berlin-Friedrichshagen.

## Geschichte

### Gründung
Das Theater wurde 1930 als Städtisches Naturtheater Friedrichshagen erbaut, damals Kurze Str. 1 und Pfingsten 1931 mit Shakespeares Sommernachtstraum eröffnet. Es bot 1.632 feste Sitzplätze, einen Scheinwerferturm, eine Schallwand, Garderoben für 150 Mitwirkende und einen Orchestergraben vor der Bühne. Ab 1935 wurden die ersten Kinovorführungen veranstaltet, damals vor 400 Zuschauern.

### Nationalsozialismus und Zweiter Weltkrieg
1936 führte Fritz Wendel als Direktor das Theater, in der Winterspielzeit war er Direktor des Theaters am Schiffbauerdamm. In der Folge wurde neben Schauspiel auch Operette gespielt, so Der Feldprediger, Operette in 3 Akten von Carl Millöcker, im Sommer 1937. Als Regisseur und „Spiritus rector“ baute Heinrich George ein neues Ensemble auf, mit dem er ab 1936 Sommeraufführungen im Freilufttheater veranstaltete, und das er als Intendant ab 1937 ins Schillertheater übernahm.
Er inszenierte hier wiederum den Sommernachtstraum, der auch in der nächsten Saison 1938 aufgeführt wurde und in dem er den Oberon selbst spielte, sowie u. a. Was ihr wollt und Schillers Die Räuber. Auch Walter Felsenstein gab hier sein Berlin-Debüt mit Der Zigeunerbaron.
Darstellende Mitglieder zu der Zeit waren unter anderen: Hans Adolfi, Erwin Biegel, Gaston Briese, Bernhard Goetzke, Hans Meyer-Hanno, Eduard Wenck, Irene Andor, Johanna Ewald, Erna Hartwig, Ernst Legal, Elisabeth Lennartz, Gretel Mischler, Charlotte Schaedrich, Hilde Schönborn, Valeska Stock.
Das Naturtheater wurde im Zweiten Weltkrieg zwar nicht zerstört, allerdings verschlechterte sich der Zustand in den ersten Jahren nach dem Krieg.

### Nachkriegszeit bis heute
1946 vernichtete ein Brand Teile der Schallwand und Einrichtungsgegenstände. Die restlichen Holzteile dienten in dem darauffolgenden Winter als Heizmaterial.
1948 überließ das Bezirksamt das Naturtheater der „Friedrichshagener Stadion GmbH“, die es zu einem Tennisstadion umbaute.
Versuche, die Bühne wiederzubeleben, wie 1951 zu den Weltfestspielen oder in den späten 1970er und 1980er Jahren als Konzertbühne für DDR-Rockmusik, scheiterten oder wurden nicht weiterverfolgt.
Vielfältig waren aber in den 1980er Jahren, vor allem zur 750-Jahr-Feier Berlins, die kulturellen Darstellungen der Arbeit in Schulen, VEB und Kindergärten, sowie Musikschulen. Die Bühne wurde unter Federführung Friedrichshagener Privathändler –  Möbel-Hasemann u. a. – mit großer Bürgerhilfe renoviert. Sie war Ausgangspunkt und Ziel von Umzügen zu dem beliebten Bölschefest in der Friedrichshagener Bölschestraße, das vor 1990 noch kaum kommerziellen Charakter trug, und der kulturellen Darstellung des Lebens im Wohngebiet, den Betrieben, Schulen, der Polizei, der Kirche und den Sportgemeinschaften dienen sollte. Eine größere Unterbrechung gab es in den Jahren nach dem Verlust vieler Betriebe der Umgebung. Die Bestrebungen des Kulturverein Pfeiffer e. V. ermöglichten eine Reaktivierung des Theaters. Am 27. Juni 1998 konnte die Bühne wieder eröffnet werden, im Juli 1998 das Freiluftkino.
Im Mai 2006 übernahmen die Betreiber des „Kino Union“ in der nahen Bölschestraße, das Freilichtkino. 60 überdachte Sitzplätze in den hinteren Reihen, machen seitdem den Spielbetrieb auch bei Regen möglich. Im Jahr 2007 wurde die Freilichtbühne von „Naturtheater“ in „Freiluftkino“ umbenannt.